# Sé lo que hicisteis...
Sé lo que hicisteis... (abans Sé lo que hicisteis la última semana) va ser un programa de televisió de La Sexta, en dues hores que durava s'hi barrejava el món rosa amb l'humor. S'emetia diàriament de dilluns a divendres, de 15:50 a 17:10. El programa es va acabar el 20 de maig de 2011 en el programa 1010.

## Estructura del programa
Patricia Conde és la presentadora del programa, apareixent durant tot el programa (105 minuts en els seus inicis com a programa setmanal, actualment 120 minuts), acompanya els diversos col·laboradors del programa, cadascun d'ells amb la seva pròpia secció, i presenta les seccions que no en tenen. Patricia interpreta el paper d'una nena de casa bona amb certs desajustaments mentals; per exemple, troba normal parlar amb ninots, aixecar-se de la taula donant poques o cap explicació (el que en realitat és una forma còmica de donar pas a publicitat) o donar un cop d'ampolla al seu company Ángel perquè "un senyor m'ha dit que la violència fa pujar l'audiència".
A partir del 9 d'abril, el programa va passar a ocupar les tardes de La Sexta. Actualment, el programa s'emet diàriament de 15:30 a 17:30, allargant la seva durada a dues hores, canviant lleugerament la seva estructura i escurçant el nom (en concret, llevant les paraules "la última semana"). Patricia Conde en segueix sent la presentadora principal al costat d'Ángel Martín Gómez, qui ara comparteix la presentació durant gran part del programa. S'han espaiat algunes seccions que van apareixent en dies alterns, deixant gairebé exclusivament tot el pes del programa en els vídeos d'Ángel. Entre vídeo i vídeo van apareixent la resta de col·laboradors, Pilar Rubio, Berta Collado, Dani Mateo, Miki Nadal, Rober Bodegas, Alberto Casado i Cristina Urgel. Un resum de l'emissió diària s'emet en horari estel·lar els dissabtes, de 17:30 a 18:55, amb el títol original complet (Sé lo que hicisteis la última semana).

## Col·laboradors
- Ángel Martín Gómez: És l'encarregat de la secció més prolongada del programa. S'encarrega de comentar amb cinisme i humor les pífies dels programes del cor sense cap mena de compassió més que la justa. La seva secció és la que té més èxit del programa. L'únic que exaspera més a Ángel que els programes del cor, és el comportament infantil i esbojarrat de la seva companya Patrícia; i no li falta raó, ja que l'esbojarrada de la seva cap ha arribat a "agredir-lo" amb ampolles o amb les pròpies mans (mai fora del guió, és clar), i cada programa ha de suportar les incomptables interrupcions de la noia amb alguna cosa fora de lloc o alguna ximpleria. Les seves frases més conegudes són Madre mía (la qual ja ha deixat de dir bastant) i te voy a decir una cosa mentre es posa un dit als llavis i adopta un posat d'alerta. Cada dia pateix les burles de la Patrícia, que el presenta amb frases com y ahora nuestro colaborador, un hombre tan pequeño, que no vive en un piso, vive en una maqueta. I anteriorment, la seva secció acabava quan el Miki entrava i el feia fora a cops i empentes.

- Pilar Rubio: La reportera del programa, encarregada de fer reportatges a les gales i festes dels famosos, com estrenes de pel·lícules o gales. La seva personalitat s'assembla molt a la de Patrícia, de fet, es porten molt bé entre elles. Molts cops, irrompeix a la secció de l'Ángel per donar el seu suport a la Patrícia i defensar-la, o simplement per burlar-se d'ell amb la seva companya. Quan la Pilar apareix al plató, sona Find My Baby, de Moby.

- Berta Collado: Una altra reportera del programa. Aquesta, arribada el 5 de setembre de 2007, (el segon dia de la temporada) es fa càrrec dels esdeveniments polítics i esportius. Cada cop guanya més popularitat. A finals de l'any 2008 va ser declarada 6è personatge més simpàtic de la televisió segons la llista GECA.

- Dani Mateo: Comentarista de notícies d'actualitat política i esportiva. A vegades és anomenat "avioncitos" degut al decorat del deu darrere on surten avions de paper.

- Miki Nadal: la seva secció tracta de vídeos curiosos i divertits no relacionats amb el món del cor. Molts cops són vídeos que es poden trobar a Internet, o imatges curioses. Anteriorment, acostumava a entrar quan acabava la secció de l'Ángel per fer-lo fora a empentes i cops i així tenir la seva part del programa lliure.

- Pepe Macías: cada divendres, Pepe té un reportatge a presentar de notícies del cor internacionals. Va desaparèixer misteriosament a l'inici de la temporada 2008-2009.

- Rober Bodegas: va començar com a guionista del programa després d'haver guanyat el concurs de monòlegs "El rey de la comedia" emès per TVE1. Més tard, a l'estiu de 2008 va començar una secció on, bàsicament feia un monòleg (amb interrupcions) sobre un tema determinat de qualsevol temàtica. La seva secció (quan la fa, que no és ni de bon tros sempre) se sol emetre els dijous

A més, els col·laboradors i la mateixa Patrícia actuen en gags que apareixen en alguns moments del programa.